# Stadion Miejski im. Stefana Marcinkiewicza w Ełku
Stadion Miejski im. Stefana Marcinkiewicza w Ełku (Miejski Ośrodek Sportu i Rekreacji) w Ełku, dawniej pod nazwą Stadion 1000-lecia Państwa Polskiego – obiekt pełniący funkcję piłkarskiego i lekkoatletycznego stadionu, znajduje się przy ulicy Piłsudskiego 27. Jest własnością miasta Ełk i użytkują go seniorskie i młodzieżowe drużyny piłkarskie Mazura Ełk, Rony 04, dawniej również Płomienia Ełk. Został wybudowany na początku II połowy XX wieku i był kilkakrotnie modernizowany. Od strony północnej stadionu przebiega ulica Sikorskiego, która do 23 lipca 2012 była częścią drogi krajowej numer 16.

## Modernizacja stadionu
Stadion przeszedł gruntowną modernizację, która zakończyła się w 2012 roku. Przebudowę podzielono na dwa etapy, pierwsza kosztowała ok. 7 mln złotych, z czego jedna trzecia to środki z budżetu Marszałka Województwa warmińsko-mazurskiego. Pierwszy etap obejmował wykonanie nowej płyty głównej, bieżni tartanowej wraz z częścią służącą do uprawiania dyscyplin lekkoatletycznych i umocnienie skarpy. Od ulicy Piłsudskiego trybuna kibiców jest zadaszona licząca 2 tysiące miejsc. Pod nimi znajdą się m.in. pomieszczenia dla sportowców. Zaś trybuna po drugiej stronie, czyli od ul. Toruńskiej pomieści 720 osób, są to jednak miejsca pod gołym niebem. Drugi etap unowocześnienia kosztował 4 573 377,14 złotych zrealizowany został pod nazwą "Kompleksowa modernizacja obiektów sportowo-rekreacyjnych przy MOSiR w Ełku dla rozwoju turystyki 2010-2011". Projekt ten został dofinansowany ze środków Europejskiego Funduszu Rozwoju Regionalnego w ramach Regionalnego Programu Operacyjnego Warami i Mazury na lata 2007-2013.

## Kompleks sportowy

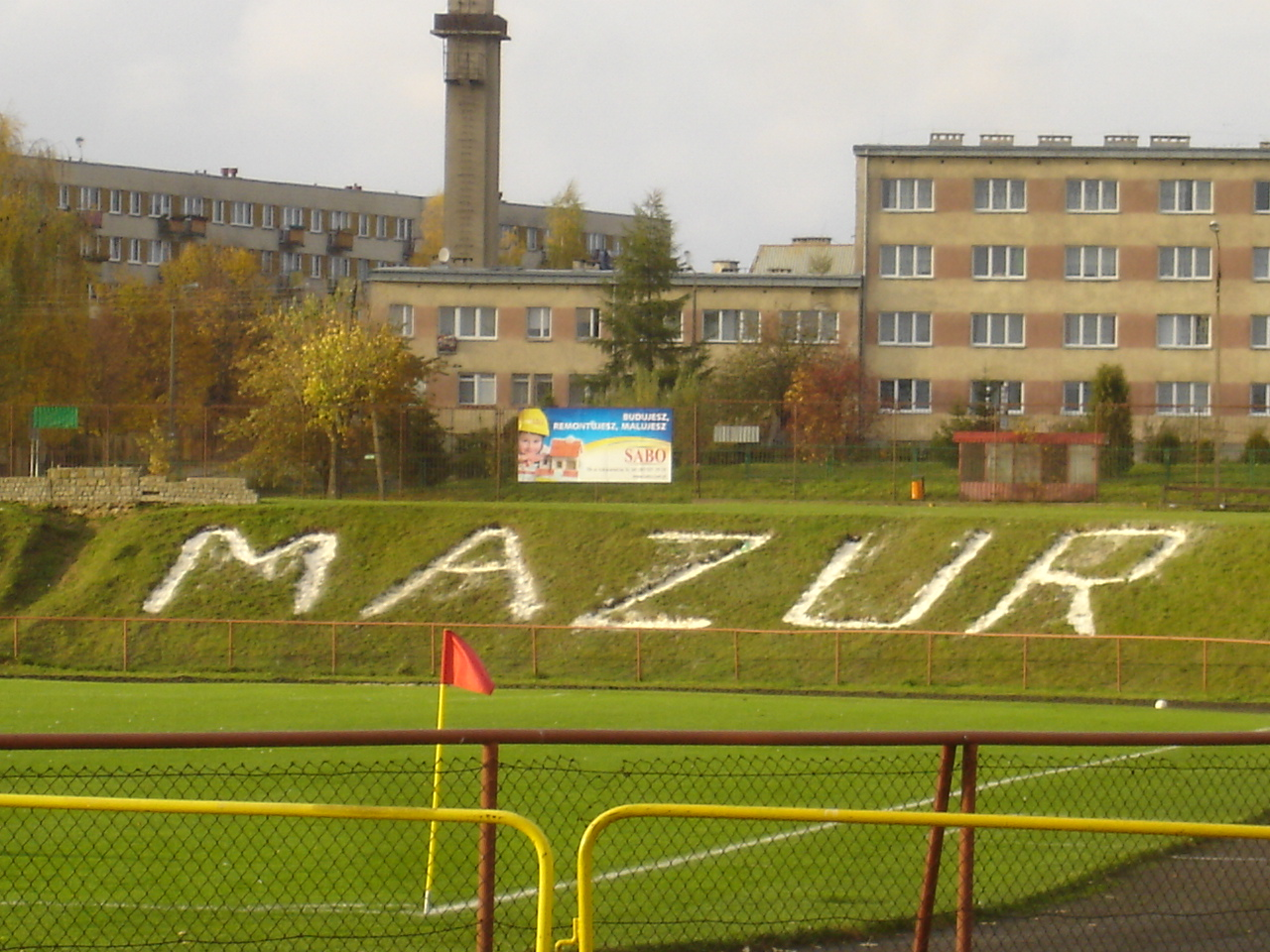
Skarpa przed modernizacją stadionu w Ełku
18.10.2008

Obiekt sportowy przystosowany jest do organizowania imprez sportowych, sportowo–rekreacyjnych, imprez masowych oraz zajęć treningowych.
Na obiekcie znajdują się:
- 2 pełnowymiarowe boiska o nawierzchni trawiastej do gry w piłkę nożną (103 m x 67 m i 101 m x 62 m)
- 6-torowa bieżnia o nawierzchni tartanowej (400 m) i bieżnia prosta o długości 100 m
- rzutnie do rzutu oszczepem, dyskiem, młotem i do pchnięcia kulą
- skocznie do skoku w dal, trójskoku
- boisko wielofunkcyjne o nawierzchni syntetycznej, na którym znajdują się boiska:

kort tenisowy – 3 szt.
siatkówka – 2 szt.
piłka ręczna – 1 szt.
koszykówka – 3 szt.
- kort tenisowy w okresie jesienno-zimowym zamienia się w sezonowe kryte lodowisko (40m x 20 m)
- budynek zaplecza lodowiska z funkcjami: sanitariatu, szatni – przebieralni, wypożyczalni łyżew ze stanowiskiem kasowym oraz barem,
- plac zabaw dla dzieci młodszych,
- boisko wielofunkcyjne gier zespołowych dzieci młodszych (do lat 12),
- teren rekreacyjny ze stolikami do szachów terenowych, wyznaczonym miejscem do gry w kule (tzw. boule) oraz lokalizacją stanowisk minigolfa,
- wyposażenie nowo powstałych obiektów sportowo – rekreacyjnych,

szatnie,
prysznice i WC,
- pojemność trybun – 2720 miejsc siedzących (siedziska plastikowe),
- parking przy obiekcie – 50 samochodów.

## Park Wodny

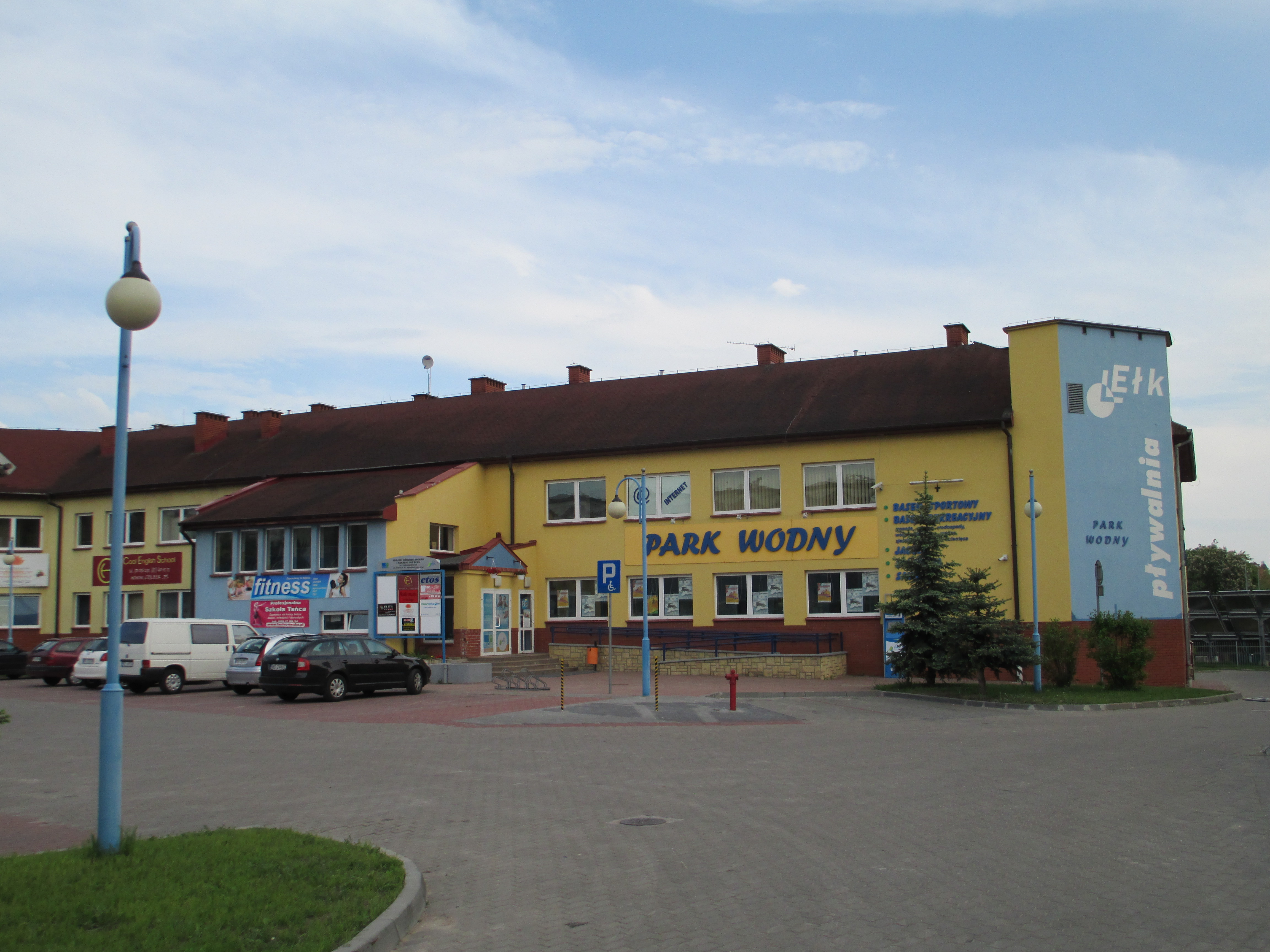
Park Wodny

Obok obiektu sportowego znajduje się miejski basen o nazwie Park Wodny, wyposażony w:
- basen sportowy (25 m x 16 m i głębokości 2 m)
- basen rekreacyjny wyposażony w: masaże wodne, wodospady, wodotryski, bicze wodne, 12 łóżek do hydromasażu, siłownię wodną (rowerki do aqua spinningu, bieżnia), 5 zjeżdżalni dziecięcych, liny do wspinaczki tzw. małpi gaj, beczka, kosze do gry w koszykówkę wodną
- zjeżdżalnia 106 m długości
- jacuzzi 5-osobowe
- solarium
- sauna sucha
- sauna parowa
- sauna infra-red (podczerwieni)
- łaźnia parowa
- grota lodowa

## Lokalizacja
Stadion położony jest między ulicami: Sikorskiego, Toruńską, Świackiego i Piłsudskiego.

## Historia
- 13 sierpnia 1958 r. - po raz pierwszy w dziejach rozegrano w Ełku międzynarodowy mecz piłkarski pomiędzy Mazurem drugoligowym zespołem z RFN HSV Norymberga zakończony zwycięstwem gospodarzy 4:1 (2:0) – bramki: Załęski 2, Borawski, Białowiec
- 31 marca 2004 - odbył się mecz reprezentacji Polski U-19 z Litwą zakończony remisem 1:1
- 30 czerwca 2008 - pokazy kaskaderskie pojazdów samochodowych
- 8 maja 2009 - rozpoczęcie pierwszego etapu modernizacji stadionu
- 7 września 2010 - oficjalne otwarcie nowego stadionu (I etap)
- 27 kwietnia 2012 - oficjalne otwarcie części rekreacyjnej stadionu (II etap)
- 24 kwietnia 2019 - nadanie nazwy "Stadion Miejski w Ełku im. Stefana Marcinkiewicza"[2].
- 21 maja 2019 - uroczystość wręczenia uchwały rodzinie Stefana Marcinkiewicza o nadaniu nazwy obiektowi[3].

## Mecze reprezentacji Polski
| Nr | Drużyna            | Data spotkania | Rywal Polski | Wynik     | Strzelcy bramek dla Polski | Skład |
| -- | ------------------ | -------------- | ------------ | --------- | -------------------------- | --- |
| 1  | Reprezentacja U-19 | 31 marca 2004  | Litwa        | 1:1 (0:0) | Łukasz Piszczek (81)       | Marcin Piesik – Łukasz Święty, Sebastian Madera, Artur Lemanowicz, Karol Wasielewski (73 Łukasz Jasiński), Piotr Stawowy (46 Sławomir Peszko), Grzegorz Bartczak (46 Tomasz Szczepan), Marcin Kowalczyk, Marcin Smoliński (46 Krystian Kalinowski; 65 Klaudiusz Łatkowski), Łukasz Piszczek (82 Piotr Celeban), Grzegorz Szymanek (46 Marcin Tarnowski) |